# Herb Kutna
Herb Kutna – jeden z symboli miasta Kutno w postaci herbu.

## Wygląd i symbolika
Herb przedstawia w polu błękitnym dwa lwy wspięte, złote, zwrócone ku sobie, między nimi ostrzew zielona.
Wcześniej, od czasów średniowiecznych, herbem Kutna była postać świętego Wawrzyńca, obecna również na miejskich pieczęciach. Herb ten nawiązywał do patrona miasta – jednocześnie patrona pierwszej kutnowskiej parafii.
Projekt opracował Instytut Heraldyczno-Weksylologiczny Alfreda Znamierowskiego.